# Walter Degen

Walter Degen (1971)

Walter Degen (* 24. Oktober 1904 in Bennwil; † 12. Dezember 1981 in Liestal, reformiert, heimatberechtigt in Oberdorf) war ein Schweizer Politiker (BGB) und Veterinärmediziner.

## Leben
Walter Degen kam am 24. Oktober 1904 in Bennwil als Sohn des Landwirts Traugott Degen und der Wilhelmine geborene Thommen zur Welt. Nach dem Besuch des Gymnasiums in Basel nahm Degen ein Studium der Veterinärmedizin in Bern, Zürich und Hannover auf, das er 1928 mit dem Ablegen des Staatsexamens beendete. Zusätzlich erwarb Degen 1946 den akademischen Grad eines Dr. med. vet.
Seit 1929 war Degen als Tierarzt in Sissach tätig. Dazu war er von 1931 bis 1981 als Viehinspektor und Fleischschauer in Sissach sowie von 1949 bis 1974 als Kantonstierarzt von Basel-Landschaft eingesetzt. Walter Degen führte in den 1950er Jahren einen erfolgreichen Kampf gegen Rinderabortus, Bang und Rindertuberkulose und fungierte als Mitbegründer mehrerer Tierzuchtorganisationen.
Er heiratete 1929 Rosa, die Tochter des Fritz Schäublin aus Waldenburg. Walter Degen verstarb am 12. Dezember 1981 im Alter von 77 Jahren in Liestal.

## Politische Laufbahn
Als Mitglied der BGB gehörte Degen zunächst von 1933 bis 1948 dem Gemeinderat in Sissach an. Daneben war er zwischen 1938 und 1960 im Baselbieter Landrat, dem er von 1944 bis 1945 als Präsident vorstand, vertreten. Darüber hinaus nahm er von 1947 bis 1955 sowie von 1959 bis 1974 Einsitz in den Nationalrat. Ferner fungierte er zwischen 1960 und 1972 als Verwaltungsrichter.
Als Mitglied des Verfassungsrats beider Basel, dem er von 1960 bis 1969 angehörte, sprach sich Walter Degen entschieden gegen die Wiedervereinigung aus. Sein politisches Engagement galt vor allem der Landwirtschaft sowie dem Tierschutz.